# Woman in Motion
Woman in Motion es un documental estadounidense de 2019 centrado en la vida de la actriz Nichelle Nichols.

## Sinopsis
El documental se centra en narrar la vida de la actriz y activista estadounidense Nichelle Nichols, centrándose especialmente en su labor reclutando a miles de personas negras, asiáticas y latinas para trabajar como ingenieros, científicos y astronautas en la NASA, tras haber interpretado su papel como la teniente Uhura en la serie de ciencia ficción Star Trek.

## Reparto
- Nichelle Nichols
- George Takei[2]
- Walter Koenig
- Michael Dorn
- Ivor Dawson
- Eric Deggans
- Kerry Mark Joels
- Rod Roddenberry
- Al Sharpton
- Neil deGrasse Tyson
- Pharrell Williams
- Martin Luther King III
- Guion Bluford
- Eileen Collins
- Frederick D. Gregory
- Story Musgrave
- Winston E. Scott
- Charles F. Bolden, Jr.

## Estreno
El documental fue anunciado por Paramount+ el 5 de abril de 2021, y fue lanzada finalmente el 3 de junio de ese mismo año.